# 2. deild
De 2. deild is het derde voetbalniveau voor mannen op de Faeröer. De voetbalcompetitie wordt door de Voetbalbond van de Faeröer (FSF) georganiseerd. Hierin spelen tien clubs, waaronder ook lagere elftallen van andere voetbalclubs die in de twee hogere klassen spelen. De twee hoogst geklasseerde clubs promoveren naar de 1. deild. De twee laagste degraderen naar de 3. deild, wat de laagste voetbalcompetitie op de Faeröer is. 

## Erelijst
- 1994: HB Tórshavn III
- 1995: B68 Toftir II
- 1996: Royn Hvalba
- 1997: GÍ Gøta II
- 1998: Skála ÍF
- 1999: B36 Tórshavn II
- 2000: Skála ÍF
- 2001: VB Vágur II
- 2002: AB Argir
- 2003: Royn Hvalba
- 2004: GÍ Gøta II
- 2005: SÍ Sørvágur
- 2006: NSÍ Runavík II
- 2007: B68 Toftir II
- 2008: Fram Tórshavn
- 2009: AB Argir II
- 2010: Skála ÍF
- 2011: KÍ Klaksvík II
- 2012: B36 Tórshavn II
- 2013: AB Argir II
- 2014: MB Miðvágur
- 2015: HB Tórshavn II
- 2016: B36 Tórshavn II
- 2017: B71 Sandur
- 2018: EB/Streymur II
- 2019: FC Hoyvík
- 2020: Skála ÍF II
- 2021: Undrið FF
- 2022: B68 Toftir-2
- 2023: FC Suðuroy
- 2024: 07 Vestur-2